# Jan z Kravař
Jan z Kravař († 1400) byl moravský šlechtic z rodu pánů z Kravař.

## Život
Jeho otcem byl Beneš z Kravař a Krumlova. Jan byl sice druhorozený syn, ale protože se jeho starší bratr Beneš dal na duchovní dráhu, převzal otcovské statky. 
Poprvé se objevuje na listině z 29. září 1389, kdy svědčil na zakládací listině fulneckého kláštera augustiniánů. V roce 1399 vložil do zemských desk věno své ženě Elišce II. z Hradce. Její otec Heřman z Hradce postoupil Janovi a Elišce rozsáhlá panství Bílkov a Šternberk na Českomoravské vrchovině.
V roce 1400 Jan předčasně zemřel. Zanechal po sobě jediného syna, kterým byl Benešek z Kravař.